# Incamyia cuzcensis
Incamyia cuzcensis là một loài ruồi trong họ Tachinidae.